# Amycus pertyi
Amycus pertyi är en spindelart som beskrevs av Simon 1900. Amycus pertyi ingår i släktet Amycus och familjen hoppspindlar. Inga underarter finns listade i Catalogue of Life.

## Bildgalleri